# Envole-moi (film)
Pour les articles homonymes, voir Envole-moi.
Pour plus de détails, voir Fiche technique et Distribution.
Envole-moi (The Theory of Flight) est un film britannique réalisé par Paul Greengrass et sorti en 1999.
Il est présenté au festival international du film de Toronto 1998

## Synopsis
Richard Hopkins est un artiste raté et facétieux. Ce passionné d'aviation construit des machines volantes primitives. En tentant de voler depuis le toit d'un immeuble de Londres, il s'écrase et provoque des dégâts. Condamné à 120 heures de travaux d'intérêt général, il se retrouve donc obligé de tenir compagnie à une jeune fille handicapée, Jane Hatchard, atteinte d'une sclérose latérale amyotrophique.

## Fiche technique
Sauf indication contraire, les informations mentionnées dans cette section peuvent être confirmées par la base de données cinématographiques IMDb,  présente dans la section « Liens externes ».
- Titre français : Envole-moi
- Titre québécois : Donne-moi des ailes[1]
- Titre original : The Theory of Flight
- Réalisateur : Paul Greengrass
- Scénariste : Richard Hawkins
- Musique : Rolfe Kent
- Direction artistique : Tom Bowyer
- Décors : Melanie Allen
- Costumes : Dinah Collin
- Photographie : Ivan Strasburg
- Montage : Mark Day
- Production : Ruth Caleb, Anant Singh et Helena Spring

Producteurs délégués : David M. Thompson
Coproducteurs : Paul Janssen, Sudhir Pragjee et Sanjeev Singh
Producteur associé : Tracey Scoffield
- Sociétés de production : Distant Horizons et BBC Films
- Distribution : Fine Line Features (USA), Les Films de l'Astre (France)
- Pays de production :  Royaume-Uni
- Langue originale : anglais
- Durée : 101 minutes
- Genre : comédie dramatique
- Dates de sortie[1] :
  - Canada : 11 septembre 1998 (festival de Toronto)
  - France : 24 mars 1999
  - Belgique : 28 avril 1999
  - Royaume-Uni : 24 septembre 1999
- Classification[2] :
  - Royaume-Uni : interdit aux moins de 15 ans
  - États-Unis : R
  - France : tous publics

## Distribution
- Helena Bonham Carter : Jane Hatchard
- Kenneth Branagh : Richard Hopkins
- Gemma Jones : Anne
- Holly Aird : Julie
- Ray Stevenson : Gigolo

## Production
Le tournage a lieu Merthyr Tydfil au pays de Galles ainsi qu'à Londres.